# Beat the Devil (2002)
Beat the Devil ist ein Teil der Kurzfilmreihe The Hire von Tony Scott, der im Auftrag von BMW im Jahr 2002 als Werbefilm entstand.

## Handlung
James Brown hat als junger Mann seine Seele an den Teufel verkauft, um der Godfather of Soul zu werden. Nun, da er alt geworden ist, möchte seinen Vertrag gerne noch einmal neu aushandeln. Der Teufel bietet ihm an, ihn wieder jung zu machen, wenn er ein Rennen mit ihm fährt. James Browns Fahrer gewinnt in einem BMW Z4 das Rennen durch Las Vegas, während das Auto des Teufels von einem kreuzenden Zug aufgehalten wird und daraufhin explodiert. Daraufhin erfüllt der Teufel James Brown seinen Wunsch.

## Produktion und Veröffentlichung
Der Kurzfilm wurde 2002 von RSA Films unter der Regie von Tony Scott produziert. Die Musik schrieb Harry Gregson-Williams. BMW Films vertrieb den Film ab 21. November 2002 weltweit auf DVD.
Der Film war 2003 in der Kategorie Best Internet Video Premiere bei den DVD Premiere Awards nominiert.